# Crişana
Crișana (hongarès: Körösvidék, alemany: Kreischgebiet) és una regió històrica del nord-oest de Romania, que rep el nom del riu Criş (Körös) i els seus tres afluents: el Crișul Alb (hon: Fehér-Körös), Crișul Negru (hon: Fekete-Körös) i Crişul Repede (hon: Sebes-Körös). A Romania, el terme de vegades s'estén per incloure zones més enllà de la frontera, a Hongria; en aquesta interpretació, la regió limita a l'est amb les muntanyes Apuseni, al sud amb el riu Mureș, al nord amb el riu Someș i a l'oest amb el riu Tisza, la frontera romanesa-hongaresa la talla en dos. Tanmateix, a Hongria, la zona entre el riu Tisza i la frontera romanesa se sol conèixer com Tiszántúl.
Crişana correspon parcialment a la regió històrica de Partium de l'antic Regne d'Hongria.